# Hornera trabecularis
Hornera trabecularis är en mossdjursart som beskrevs av Reuss 1869. Hornera trabecularis ingår i släktet Hornera och familjen Horneridae. Inga underarter finns listade i Catalogue of Life.